# Kölcse
Kölcse nagyközség Szabolcs-Szatmár-Bereg vármegye keleti részén, a Fehérgyarmati járásban.

## Fekvése
Kölcse az ország legkeletibb csücskében, a magyar-ukrán határtól alig 10 kilométerre fekszik, az Öreg-Túr ölelésében, az Erdőháton.
Szomszédai: észak felől Tiszakóród, északkelet felől Milota, kelet felől Sonkád, dél felől Csaholc, dél-délnyugat felől Vámosoroszi, délnyugat felől Fülesd, nyugat felől Túristvándi, északnyugat felől pedig Szatmárcseke.

### Megközelítése
A településen végighalad, annak főutcájaként, nagyjából nyugat-keleti irányban a 491-es főút, ez a legfontosabb közúti megközelítési útvonala. Szatmárcseke és Túristvándi térségével a 4131-es út köti össze.
Vasútvonal nem érinti.

## Története
Kölcsét az egyik legrégebbi településként tartják nyilván a Szatmári-síkságon, határából neolit kori és bronzkori régészeti leletek kerültek elő.
A község a Túr folyó és annak mellékága, az Eszteró által körülvett kiemelkedésre épült, így az árvizek nem károsították, és védettséget is biztosított az ellenséges támadások ellen az, hogy a Túr-csatorna kiépüléséig csak hídon lehetett a települést megközelíteni.
A Kölcsey család uradalmi központja volt, 1344-ben Nagy Lajostól adományt és vámjogot kaptak rá. Birtokosok voltak még az Őry, Daczó, Kömörei, Gacsályi, Perényi és Kende családok. 1642-ben Kölcsey Péter és Zsigmond új adományt kaptak az egész falu határára, a 17–18. században már csak a Kölcseyeknek volt földbirtokuk a településen.
Többször tartották a Szatmár vármegyei közgyűlést a kölcsei református templomban, ami jelzi a Kölcsey család iránti tiszteletet. Előnyös elhelyezkedése miatt a 14–15. században már bekapcsolódott a kereskedelmi forgalomba, fokozatosan városias jellegű településsé kezdett válni. Valamikor az 1500-as években alakult a nemes ifjak részére a pálos rend papneveldéje. Később a papi és tanítói hivatal különvált, így önálló iskola is működött az 1600-as évek elejétől. A 18. században a lakosságot megtizedelte a pestis, ezért Kölcsey (II.) György a felvidékről evangélikus vallású szlovák jobbágyokat telepített be.
A település hosszú ideig megőrizte központi szerepét, 1882-től folyamatosan van orvosa, 1890-től gyógyszertára. 1895-ben körjegyzőség központja lett Fülesd, Sonkád és 1909-ig Túristvándi településekkel. A körjegyzőség egészen 1950-ig működött. 1950-től 1965-ig közös tanács működött, majd 1965-től Sonkád, 1970-től Fülesd, 1973-tól Botpalád és Kispalád községek igazgatási központja egészen az 1990-es választásokig, amikortól ismét önállóvá vált az önkormányzat. Nagyközségi rangot 1973-ban kapott.
Fontosabb évszámok még a település életéből:
- 1949-től 1964-ig gépállomás üzemelt.
- A villamoshálózat kiépítése 1952-ben történt meg.
- 1972-ben sütőüzem épült.
- 1978-tól új gyógyszertár épült.
- 1977-ben épült ki a vezetékes ivóvízhálózat.
- 1978-ban új, 8 osztályos általános iskola épült.
- 1992-től folyt a belterületi utak szilárd burkolattal való ellátása.
- 1995-ben szeméttelep és szennyvíztisztító telep épült, valamint kiépült a modern telefonhálózat a faluban.
- 1997-ben elkészült a gázvezeték-hálózat.
- 2000-ben 4 tanteremmel bővítették az általános iskolát.
- 2002-ben megalakult a Gondozási Központ.
- 2003-ban feltáró út épült a volt szövetkezeti gyümölcsösben.
- 2004-ben megépült a szennyvízhálózat.

## Közélete

### Polgármesterei
- 1990–1994: Harbula István (független)[3][4]
- 1994–1998: Harbula István (független)[5][6]
- 1998–2002: Harbula István (független)[7][8]
- 2002–2006: Harbula István (független)[9][10]
- 2006–2010: Sira Gáborné Tóth Zsuzsanna (független)[11]
- 2010–2014: Balku Pál (független)[12]
- 2014–2019: Balku Pál (Fidesz-KDNP)[13][14]
- 2019–2024: Balku Pál (Fidesz-KDNP)[15]
- 2024– : Balku Pál (Fidesz-KDNP)[1]

## Népesség
Kölcse népessége 2011-ben még 1261 fő volt, amely 2016 elejére 1406 főre emelkedett. Ennek okai közt főleg az ukrán-magyar határ túloldaláról átköltöző népesség.
A település népességének változása:
| Lakosok száma | 1360 | 1375 | 1411 | 1371 | 1238 | 1192 | 1184 |
|               | 2013 | 2014 | 2015 | 2021 | 2022 | 2023 | 2024 |

2001-ben a település lakosságának 99%-a magyar, 1%-a cigány nemzetiségűnek vallotta magát.
A 2011-es népszámlálás során a lakosok 87,6%-a magyarnak, 10,4% cigánynak, 0,4% ukránnak mondta magát (12,4% nem nyilatkozott; a kettős identitások miatt a végösszeg nagyobb lehet 100%-nál). A vallási megoszlás a következő volt: római katolikus 14,3%, református 46,2%, görögkatolikus 3,4%, felekezeten kívüli 3,4% (15% nem válaszolt).
2022-ben a lakosság 91,2%-a vallotta magát magyarnak, 8,1% cigánynak, 0,6% ukránnak, 0,1-0,1% németnek és örménynek, 1% egyéb, nem hazai nemzetiségűnek (8,8% nem nyilatkozott; a kettős identitások miatt a végösszeg nagyobb lehet 100%-nál). Vallásuk szerint 8,6% volt római katolikus, 42,8% református, 9,7% görög katolikus, 10,2% evangélikus, 2,5% egyéb keresztény, 0,5% ortodox, 2,7% felekezeten kívüli (22,8% nem válaszolt).

## Nevezetességei
Református temploma a 15. században épült. Az egykori Kölcsének az egyik legrégebben beépített, illetve egyben legmagasabban fekvő része a templom és környéke, amit erdők, mocsarak vettek körül. A templom környékét évszázadokon keresztül temetőnek használták.
Az egyhajós templom a 15. század második felében téglából és terméskőből épült román stílusban. A nyolcszög alakú szentély egykor csúcsíves boltozattal lehetett ellátva. A gyámköveiből kiálló bordák még hét helyen látszanak, a nyolcadik helyen a szószékkorona miatt levágták. Valamilyen oknál fogva a templom teteje beomlott és 1646-ban gótikus stílusban építették újra. A romos templomot feltehetően Ráthi Judit úrnő restauráltatta. 1768-ban ismét renoválták a templomot, amit a mennyezet ládáján olvasható felirat igazol, mely szerint 1768–69-ben Kölcsey György és felesége, Komáromy Anna restauráltatták.
A templom előtt álló, 1791-ben készített fa harangtorony viszonylag alacsony törzsű. Alul a szoknya alatti rész teljesen zárt, fenn a galéria fölé nyolcszögletű sisakalj borul, ami ritkaság a Felső-Tisza-vidéken.
Medve-kastély

## Híres kölcseiek
- Itt született Tariska István (1915. június 28. – Budapest, 1989. február 5.) orvos, elmegyógyász, egyetemi tanár, az MTA levelező tagja.
- Itt született Tariska Zoltán (1953. szeptember 8. –  2016. június 4.) református lelkész.